# Southumbrians
Southumbrians (norrønt Suðanhymbre) eller Southumbrianere var en stamme i angelsaksisk England, der boede i det norlige Mercia. Begrebet er muligvis ikke blevet brugt af indbyggerne i Mercia, men kan i stedet komme fra folk i Deira eller Bernicia til at beskrive naboerne uden fore deres eget kongerie Northumbria. Den Angelsaksiske Krønike beskriver at kong Coenred var blevet konge over southumbrianerne i 702, to år inden han blev konge over hele Mercia. Coenred var søn af Wulfhere, konge af Mercia, hvilket indikerer, at Southumbria var et underkongerige i Mecia.
Generelt er Southumbria blevet brugt af moderne historikerer til at beskrive hele det angelsaksiske England syd for floden Humbers udmunding der ikke ligger i Northumbria, særligt i perioden inden England blev ét kongerige.